# 綠克林 (克拉斯諾赫拉德區)
49°7′40″N 36°0′50″E / 49.12778°N 36.01389°E
绿克林（烏克蘭語：Зелений Клин），是烏克蘭東部哈爾科夫州别列斯京区的村落。始建於1924年，面積0.34平方公里，海拔高度144米，2001年人口58，人口密度每平方公里170.6人。